# Zamek Czocha
Zamek Czocha er et slot nær landsbyen Leśna i Powiat lubański i Województwo dolnośląskie (sydvestlige Polen). Fæstningen ligger ved floden Kwisa ud til søen Jezioro Leśniańskie i Oberlausitz. Czocha blev bygget på gnejsklippe. Opførslen blev påbegyndt i 1200-tallet og den ældste del af fæstningen er kernetårnet. De andre bygninger er siden blevet tilføjet.
I 2014 blev slottet verdenskendt for at huse det succesfulde internationale rollespilsscenarie College of Wizardry, skabt af den danske forening Rollespilsfabrikken og den polske forening Liveform.